# رنگین‌کمان طلایی
رنگین‌کمان طلایی (کره‌ای: 황금 무지개; لاتین‌نویسی اصلاح‌شده: Hwanggeum Mujigae) یک مجموعهٔ تلویزیونی کره جنوبی سال ۲۰۱۳ با بازی یوئی، جونگ ایل وو، چا یه ریون و لی جه-یون است. این مجموعه از ۲ نوامبر ۲۰۱۳ تا ۳۰ مارس ۲۰۱۴ روزهای شنبه و یکشنبه ساعت ۲۱:۵۵ (کی‌اس‌تی) از ام‌بی‌سی برای ۴۱ قسمت پخش شد.

## بازیگران

### شخصیت‌های اصلی
- یوئی در نقش کیم بک وون / جانگ هابین (سومین فرزند)[۲][۳][۴][۵][۶][۷][۸][۹][۱۰]
- جونگ ایل وو در نقش سو دو یونگ[۸][۹][۱۰]
- چا یه ریون در نقش کانگ کیونگ می / کیم چه وون / یون هابین (دومین فرزند)
- لی جه-یون در نقش کیم مان وون (بزرگ‌ترین فرزند)
- کیم سانگ جونگ در نقش کیم هان جو
- دو جی-وون در نقش یون یونگ هه
- جو مین-کی در نقش سو جین کی
- آن نه-سانگ در نقش چون اوک جو

## جوایز و نامزدی‌ها
| سال  | مراسم جوایز                       | دسته‌بندی                                      | گیرنده                        | نتیجه    |
| ---- | --------------------------------- | --------------------------------------------- | ----------------------------- | -------- |
| ۲۰۱۳ | جوایز درامای ام‌بی‌سی               | جایزه برترین بازیگر مرد در یک درام پروژه ویژه | جونگ ایل وو                   | نامزدشده |
| ۲۰۱۳ | جوایز درامای ام‌بی‌سی               | جایزه برترین بازیگر زن در یک درام پروژه ویژه  | یوئی                          | برنده    |
| ۲۰۱۳ | جوایز درامای ام‌بی‌سی               | جایزه بازیگری طلایی، بازیگر مرد               | کیم سانگ جونگ                 | برنده    |
| ۲۰۱۴ | نهمین جوایز بین‌المللی درامای سئول | درام کره‌ای برجسته                             | رنگین‌کمان طلایی               | نامزدشده |
| ۲۰۱۴ | نهمین جوایز بین‌المللی درامای سئول | اواس‌تی درام کره‌ای برجسته                      | «The Moon Cries» - اولالا سشن | نامزدشده |
| ۲۰۱۴ | نهمین جوایز بین‌المللی درامای سئول | اواس‌تی درام کره‌ای برجسته                      | «Only You» - کیم جانگ هون     | نامزدشده |